# Траянова плоча
Траяновата табла (на латински: Tabula Traiana; на сръбски: Трајанова табла или Trajanova tabla) е издълбан в скала на Желязната врата надпис от римския император Траян.
Намира се под Алмашка планина, близо до сръбското селище Голо Бърдо западно от Кладово на Дунав в националния парк „Джердап“, на границата с Румъния.
Траян го поставя на грамаден мраморен блок през 100 г. по случай завършването на строежа на Дунавския южен път (наричан от римляните „via iuxta danuvii“) от Голубац до Кладово.
Намиращият се на сръбския бряг на Дунав Tabula Traiana с дължина от 3,2 м и на височина от 1,8 м показва към двете страни стоящи делфини.
Строежът на пътя е показан на Траяновата колона в Рим.

## Надпис
От надписа са останали четири от общо шест реда. Носен е от 2 издълбани крилати Genien.
IMP CAESAR DIVI NERVAE F
NERVA TRAIANVS AUG GERM
PONTIF MAXIMVS TRIB POT IIII
PATER PATRIAE COS III
MONTIBVS EXCISI. ANCO..BVS
SVBLATIS VIA. FECIT 
Това означава:
Imp(erator) Caesar divi Nervae f(ilius)
Nerva Traianus Aug(ustus) Germ(anicus)
pontif(ex) maximus trib(unicia) pot(estate) IIII
p(ater) p(atriae) co(n)s(ul) III
montibus excisi(s) anco(ni)bus
sublatis via(m) fecit
Преведено на български:
Синът на божествения Нерва и управляващт император, Нерва Траян Август Германик, Pontifex Maximus, за четвърти път имащ трибунската власт, баща на родината и консул, победи планина и течение и построи този път.